# Judith Rakers
Judith Rakers-Pfaff (znana jako Judith Rakers, ur. 6 stycznia 1976 w Paderborn) – niemiecka dziennikarka i prezenterka telewizyjna i radiowa, obecnie pracująca dla Norddeutscher Rundfunk (NDR) oraz Radio Bremen (RB). Od 2008 należy do grona prezenterów głównego wydania Tagesschau, najchętniej oglądanych wiadomości telewizyjnych w Niemczech. W 2011 była współprowadzącą Konkursu Piosenki Eurowizji w Düsseldorfie.

## Życiorys
Jest absolwentką Westfalskiego Uniwersytetu Wilhelma w Münsterze. Jeszcze podczas studiów pracowała jako prezenterka dla działających w Nadrenii Północnej-Westfalii prywatnych stacji radiowych Radio Hochstift i Antenne Münster. W 2004 rozpoczęła pracę dla NDR, początkowo jako prezenterka magazynu informacyjnego Hamburg Journal w regionalnej telewizji NDR Fernsehen. 
W 2005 dołączyła do redakcji programów informacyjnych produkowanych przez NDR dla ogólnokrajowego kanału Das Erste. Od 2008 prowadzi główne wydania najważniejszego z nich, Tagesschau. Oprócz tego pojawia się w pozostałych serwisach Das Erste, prowadzi również talk show 3 nach 9, produkowany przez Radio Bremen i emitowany w kilku regionalnych stacjach telewizyjnych ARD oraz w 3sat. W 2011 wspólnie ze Stefanem Raabem i Anke Engelke prowadziła odbywający się w Niemczech Konkurs Piosenki Eurowizji.